# Opilio Rossi
Opilio Rossi (14 de mayo de 1910 – 9 de febrero de 2004). Fue un cardenal de la iglesia Católica, presidente emérito del Pontificio Comité para los Congresos Eucarísticos Internacionales y presidente del Consejo Pontificio para los Laicos entre 1976 y 1984.
El cardenal Rossi nació en la ciudad de Nueva York , Estados Unidos, hijo de Angelo Rossi y Davidina Ciappa, inmigrantes italianos. Cuando era un niño la familia debió regresar a Italia.

## Educación
En Italia asistió al Colegio Alberoni en la ciudad de Piacenza y después siendo sacerdote del Ateneo "Apollinare" en Roma, donde se doctoró en Derecho Canónico con una tesis sobre San Basilio.

## Sacerdocio

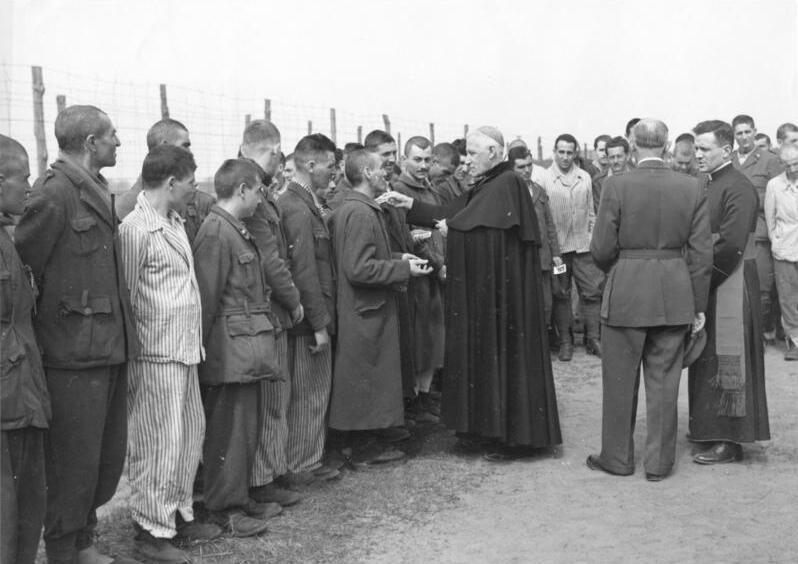
Rossi (derecha con un oficial) visitando un Campo de Concentración.

Fue ordenado el 11 de marzo de 1933 en Roma. En un principio se le destinó a la Diosesis de Piacenza. Entre los años 1937 y 1938, prestó servicio en la Santa Sede como oficial de la Secretaría de Estado. Fue Nombrado Monseñor el 1 de septiembre de 1938. 
A partir de allí (1938 - 1940) colaboró en el servicio diplomático de la Santa Sede sirviendo en las nunciaturas de Bélgica, Holanda y nombrado consejero en la nunciatura de Alemania (1951 - 1953).

## Episcopado
Rossi fue nombrado nuncio apostólico en Ecuador y arzobispo titular de "Ancyra" el 21 de noviembre de 1953 por el Papa Pío XII y consagrado el 27 de diciembre de 1953. 
El 27 de diciembre de 1953, fue transferido a la nunciatura de Chile y luego nuevamente trasladado a la nunciatura de Austria el 25 de septiembre de 1961. Fue Padre Conciliar del Concilio Vaticano II entre 1962 y 1965.

## Cardenalato
Fue nombrado cardenal diácono por el Papa Pablo VI. Recibió la birreta roja y la diaconía de Santa María Liberatrice a Monte Testaccio, el 24 de mayo de 1976. Acto seguido fue nombrado Presidente del Consejo Pontificio para los Laicos el 20 de diciembre de 1976. Fue partícipe de dos cónclaves que eligieron a Juan Pablo I y Juan Pablo II, respectivamente. El 8 de abril de 1984 fue removido de la presidencia del Consejo Pontíficio para los Laicos y fue sucedido por el cardenal argentino Eduardo Pironio. Ese mismo día fue nombrado Presidente del Pontificio Comité para los Congresos Eucarísticos Internacionales y se retiró el 3 de enero de 1991.
Fue Cardenal Proto diácono desde el 2 de febrero de 1983 hasta el 22 de junio de 1987. Posteriormente fue elevado a Cardenal Presbítero con el título de San Lorenzo en Lucina el 22 de junio de 1987. Perdió el derecho a participar en el cónclave por haber cumplido los 80 años de edad, el 14 de mayo de 1990. Renunció a la presidencia de la comisión el 12 de septiembre de 1993.

## Fallecimiento
El Cardenal Opilio Rossi murió en el Domus Internationalis Paulus VI en Roma el 9 de febrero de 2004. Fue sepultado en la Capilla de Nuestra Señora de Lourdes en Scopolo, diócesis de Piacenza-Bobbio.